# 赤松正満
赤松 正満（あかまつ まさみつ）は、戦国時代の武将。播磨国鞍掛山城主。

## 略歴
赤松政元の長男として誕生。播磨鞍掛山城を築城したと思われる（金鑵城主・中村正満と同一人物という説もある）。
早くから弟・政範が家督を継いでいたために、架空の人物とする説や弘治から永禄年間の間に死亡したとする説もある。